# قرار مجلس الأمن التابع للأمم المتحدة رقم 140
قرار مجلس الأمن التابع للأمم المتحدة رقم 140 يتعلق بدخول الجمهورية المالاغاشية (مدغشقر) إلى عضوية الأمم المتحدة. وفي القرار، أوصى المجلس بأن توافق الجمعية العامة على طلب الجمهورية للعضوية. واعتمد المجلس القرار 140 بالإجماع في 29 يونيو 1960.

## وصلات خارجية
- Text of the Resolution at undocs.org